# 蓝侧金盏花
蓝侧金盏花（学名：Adonis caerulea）为毛茛科侧金盏花属下的一个种。主要分布于西藏东北部、青海、四川西北部（若尔盖）、甘肃等地。可外敷治疮疥和牛皮癣等皮肤病。

## 扩展阅读
- 維基物種上的相關：蓝侧金盏花